# Вулиця Незалежності (Івано-Франківськ)
Ву́лиця Незале́жності — містотворча вулиця Івано-Франківська.
Простягається у східному напрямі від центру — вулиці Галицької та закінчується на виїзді з міста, переходить в дорогу на Тисменицю. Саме таким і була перша назва — Тисменицька дорога.

## Історія
Вулиця Незалежності починалася за Тисменицькою брамою Станиславівської фортеці. На початку XIX століття фортечні мури зруйнували, а спорудження залізниці через Станиславів і сполучення з вокзалом південної частини міста надала вулиці великого значення. Власне відтоді і сформувався новий центр міста — на початку вулиці Незалежності.
Нову назву Тисменицька дорога отримала в 1869 році (на 300-річчя Люблінської унії), ставши вулицею Сапіжинською.. Її було так названо на честь Леона (Лева) Сапіги — польського політичного та громадського діяча руського походження. З тих пір вулиця стала головною в центрі, на ній була активна торгівля. По обидва боки споруджували вишукані магазини, заманливі кав'ярні й цукерні. Це була презентабельна вулиця з широким тротуаром із тесаного каменю. У 1919—1922 роках вулиця називалася ім'я Шевченка, у міжвоєнний період — повернуто назву Сапіжинська. За радянської влади вулиця весь час називалася Радянською. З лютого 1993 року вулиця має теперішню назву — Незалежності.

## «Стометрівка»

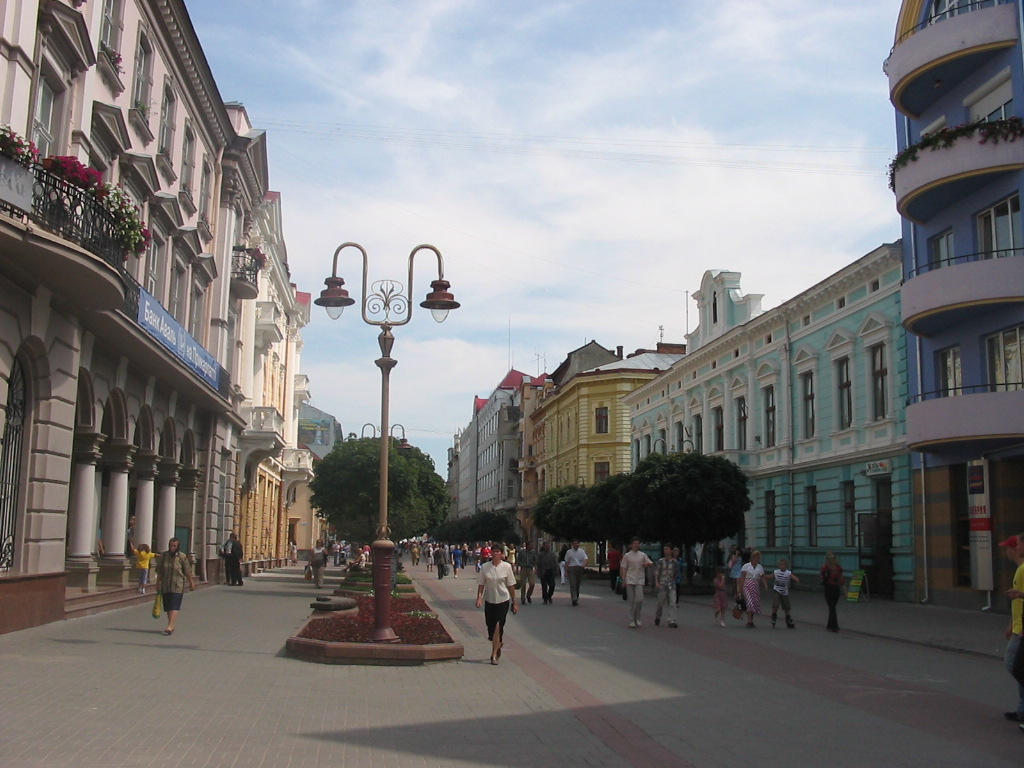
«Стометрівка», 2004

«Стометрівка» — початок вулиці Незалежності. Ця назва умовна, оскільки справжня довжина «сотки» — 450 м. Крім того, початок стометрівки — фактично другий центр міста (першим та історичним центром є площа Ринок).
На «стометрівці» знаходяться книгарні, крамниці, кафетерії, піцерії та ресторанчики, пам'ятник художнику Опанасу Заливасі. Тому, тут,— улюблене місце зустрічей мешканців міста та відпочинку, здійснення вечірніх прогулянок.

### Бізнес-центр «Київ» (готель «Уніон»)

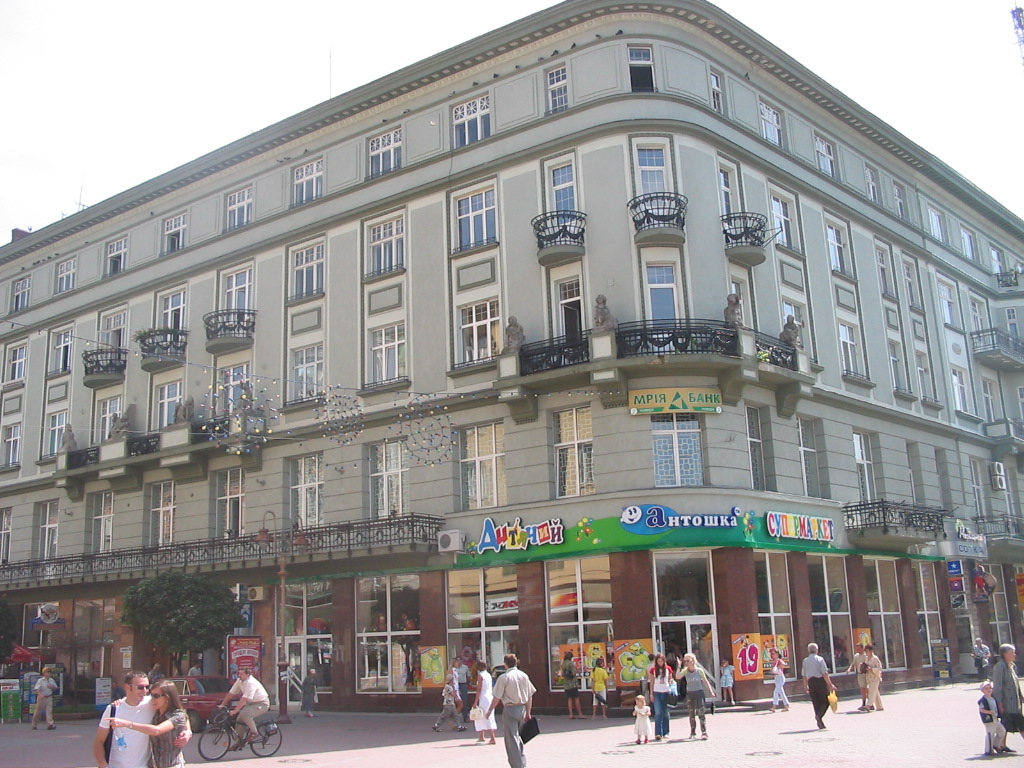
Бізнес-центр «Київ», 2004

Бізнес-центр «Київ» (колишній готель «Уніон», потім готель «Київ»), — перша п'ятиповерхова будівля міста, знаходиться на розі вулиці Незалежності та Вічевого майдану (адреса — вул. Незалежності, 4). Назва залишилася від готелю, що розміщувався тут за радянської влади. Кам'яницю завершили споруджувати в 1912 році (власник — Станіслав Хованець, автором проєкту — архітект — Ф. Януш). Фігури на фасаді виконав М. Антоняк. У будівлі однакові фасади з вул. Незалежності та із Вічевого майдану. Високотехнологічний готель одразу мав ліфт, центральне опалення і незалежну електростанцію. Сам Хованець був власником найбільшої в місті друкарні, співвласником міської газети «Кур'єр Станиславівський», директором ощадної каси. До зведення кам'яниці друкарня базувалась на вул. Бельведерській, 8. Звідти власник переніс її у підвал новозбудованої кам'яниці. Хованець відкрив також літографічну майстерню, де друкував фотографії, поштівки, карти, календарі. Перший поверх, як, і сьогодні, займали крамниці. Готель містився на верхніх поверхах. Він залишався найбільшим у місті, поки не збудували готель «Надія». Нині верхні поверхи займають офіси бізнес-структур, перший поверх — крамнички, заклади харчування, у підвалі міститься кав'ярня, галерея подарунків і сувенірів.
На протилежному боці вулиці, напроти бізнес-центру «Київ» височить п'ятиповерховий житловий будинок (сучасна адреса — вул. Незалежності, 11). Це друга найвища кам'яниця у місті, яка належала Каролеві Гаусвальду. Споруджена вона у 1914 році. У будівлі містився ексклюзивний готель «Ревера», ресторан Гаубенштока. За фашистської окупації тут працювала фешенебельна крамниця «Ганза», дорогі товари в якій призначались лише для німців («nur für Deutsche»). Потім на першому поверсі розташовувалась крамниця «Силует». Після цього приміщення слугує різним магазинам та закладам. Будинок Гаусвальда і п'ятиповерхова споруда колишнього «Уніона» формують парадний в'їзд із вул. Незалежності на Вічевий майдан.

### «Банківський квартал»

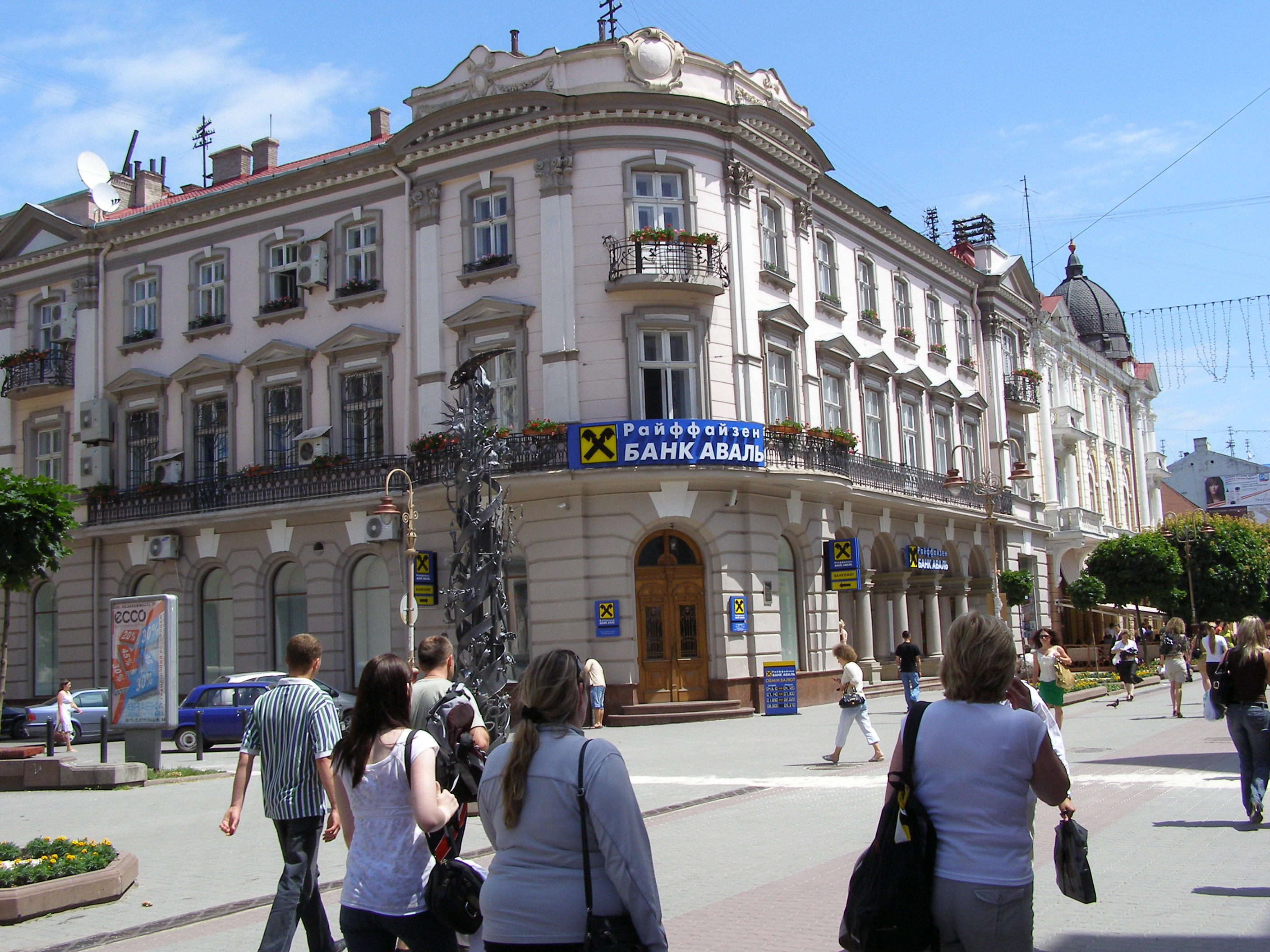
Відділення банку Аваль, 2008 — колишня кам'яниця Германа Басса (1897)

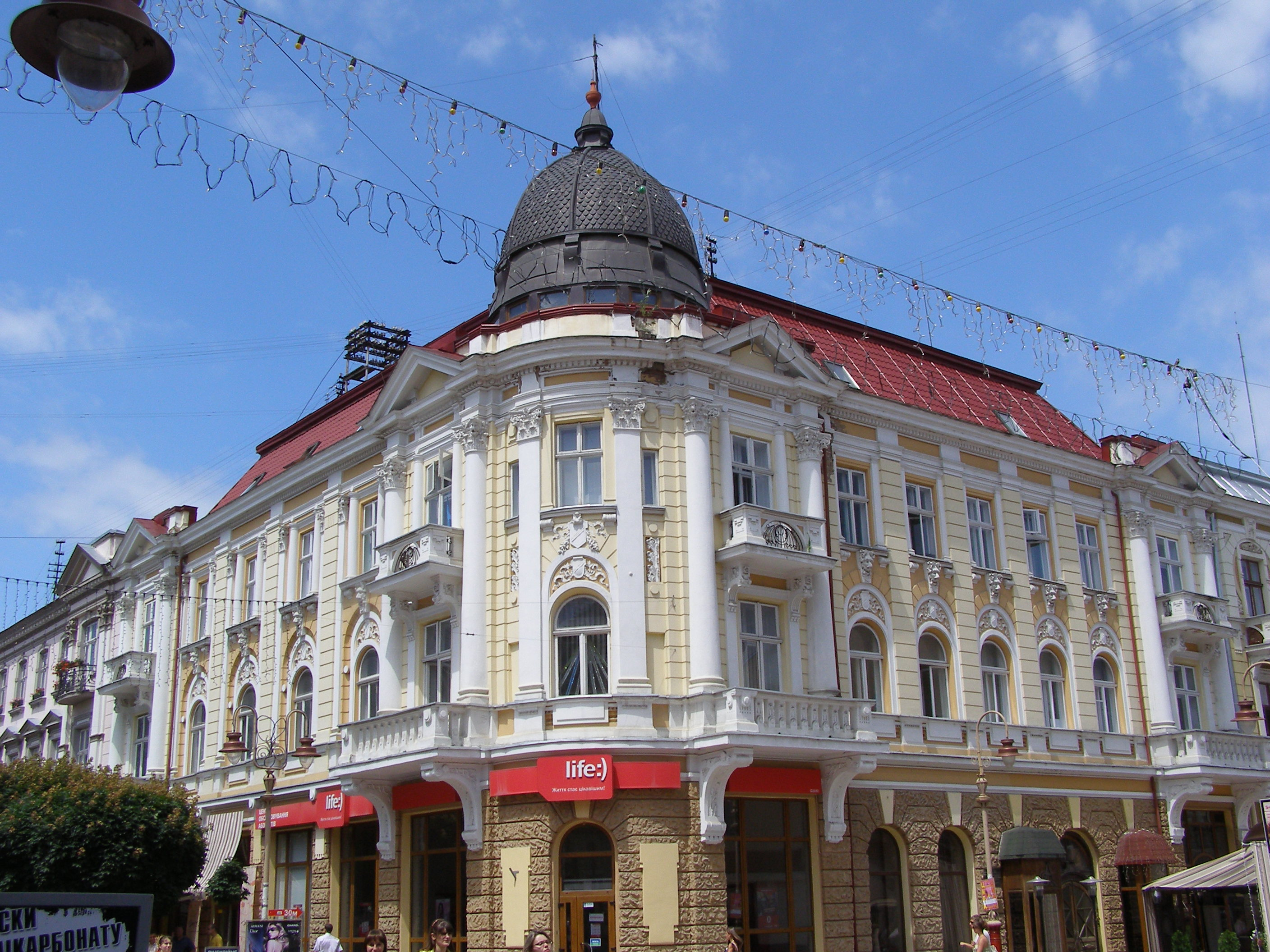
Будинок на куті вулиць Незалежності та Шашкевича — центр обслуговування Life:), 2008 — колишня кам'яниця Ґравера (1905)

«Банківський квартал» — стара назва комплексу споруд у Станиславові, складеної із чотирьох Г-подібних кам'яниць, які, прилягаючи одна до одної, утворюють квадрат. Квартал розташовано між вулицями Незалежності, Шашкевича та Грушевського. Сьогодні тут містяться філія Райффайзен банку Аваль, книгарня «Букініст», центр обслуговування абонентів оператора Life:), головне управління архітектури і містобудування, ресторан «Слован» та інші установи.
- 1. Започаткувала цей квартал красива кам'яниця ресторатора Германа Басса, споруджена у 1897 році (зараз тут міститься відділення Райффайзен банку Аваль). Після смерті власника, у 1911 році кам'яницю викупив у вдови Басса Іпотечний банк. Відтоді споруда свого призначення не міняла. На початку 1898 року у будинку розмістилася кав'ярня «Уніон», яку високо цінували в місті. Через 15 років кав'ярня перемістилася в новозбудований готель «Уніон» на початку вулиці, а старе приміщення кав'ярні зайняла книгарня польського єврея М. Гасклера — одна з найстаріших книгарень міста. Недавно на вимогу теперішнього власника будинку книгарня виїхала звідси.

- 2. У 1905 році почалося спорудження Австро-Угорського банку (теперішня адреса — вул. Грушевського, 4), який приліг до кам'яниці Г. Басса. Цей будинок зараз теж займає відділення Райффайзен банку Аваль.

- 3. Цього ж року була введена в експлуатацію нова триповерхова кам'яниця Леона Ґрауера, зведена за проектом інженера Яна Томаша Кудельського. Тут зараз знаходяться такі установи, як центр обслуговування абонентів оператора Life:), головне управління архітектури і містобудування, Прикарпатський центр Української академії архітектури. Будинок стоїть на куті вулиць Незалежності та Шашкевича (вул. Шашкевича, 2).

- 4. Поряд із кам'яницею Ґравера, на збігу вул. Шашкевича з вул. Грушевського, в цей же рік закінчилось будівництво кам'яниці лікаря А. Ляхавця (вул. Шашкевича, 4). Його будинок замкнув і ознакував кінець формування банківського кварталу, який вважається одним із найкращих надбань архітектури австрійського періоду.

### Унікальні місця "Стометрівки"
Містичний круг, так деякі мешкані Івано-Франківська говорять про це місце. Відомо, що основна частина "Стометрівки" вимощена бруківкою. Існує всього декілька місць (відомі: перехрестя з вулицею Вагилевича, Шашкевича і Вітовського), де бруківка вимощена концентричними кругами і якщо стати в центр такого круга і плеснути, то хлопок буде звучати як писк. Відійшовши на пару сантиметрів від центру круга, хлопок звучить знову традиційно. Встановити причину цього акустичного феномену на данний момент не вдалося, проте є версія, що саме бруківка і створює цей ефект.

## Галерея

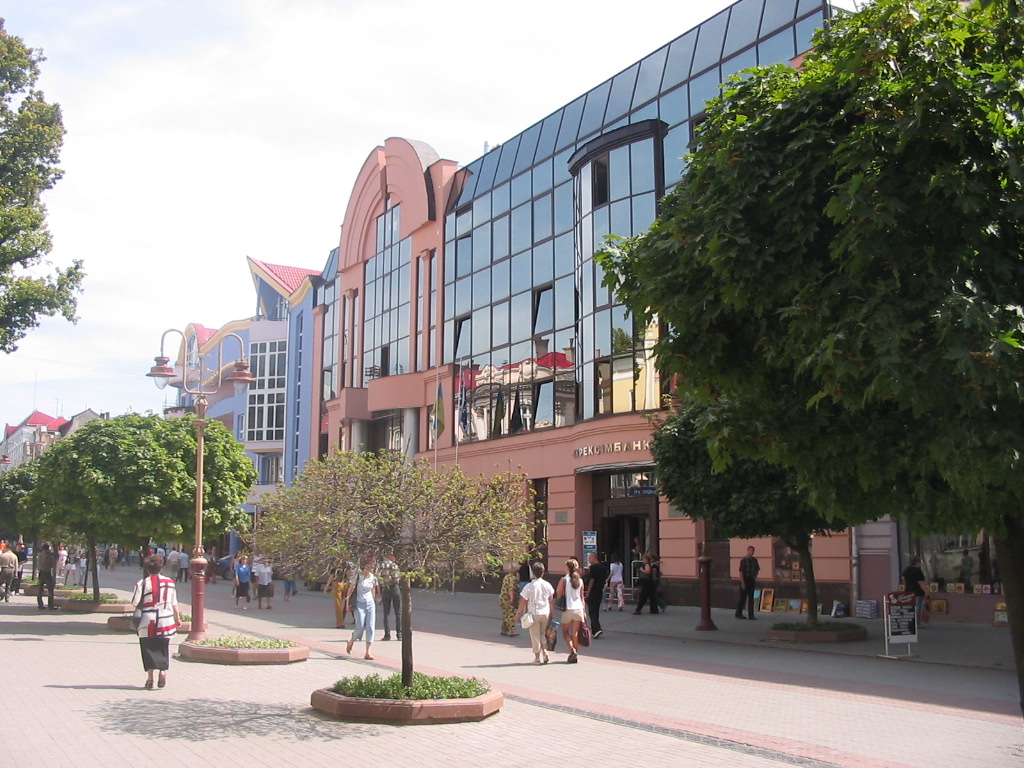
Нова будівля банку на вул. Незалежності («стометрівка»)
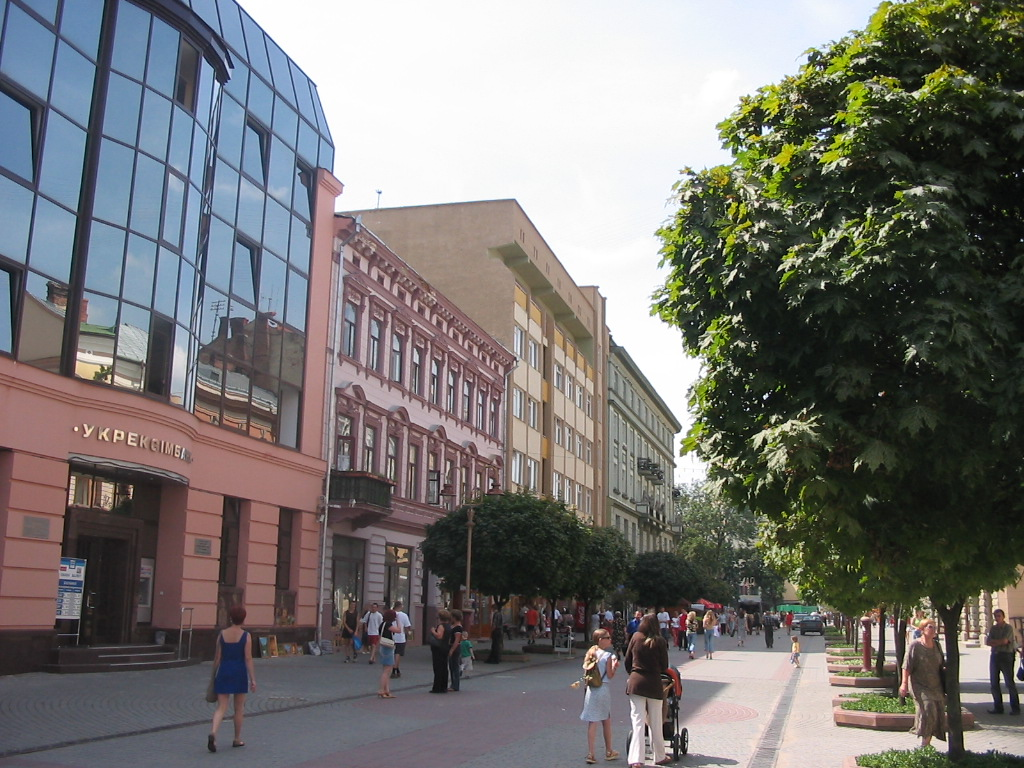
«Стометрівка», 2004
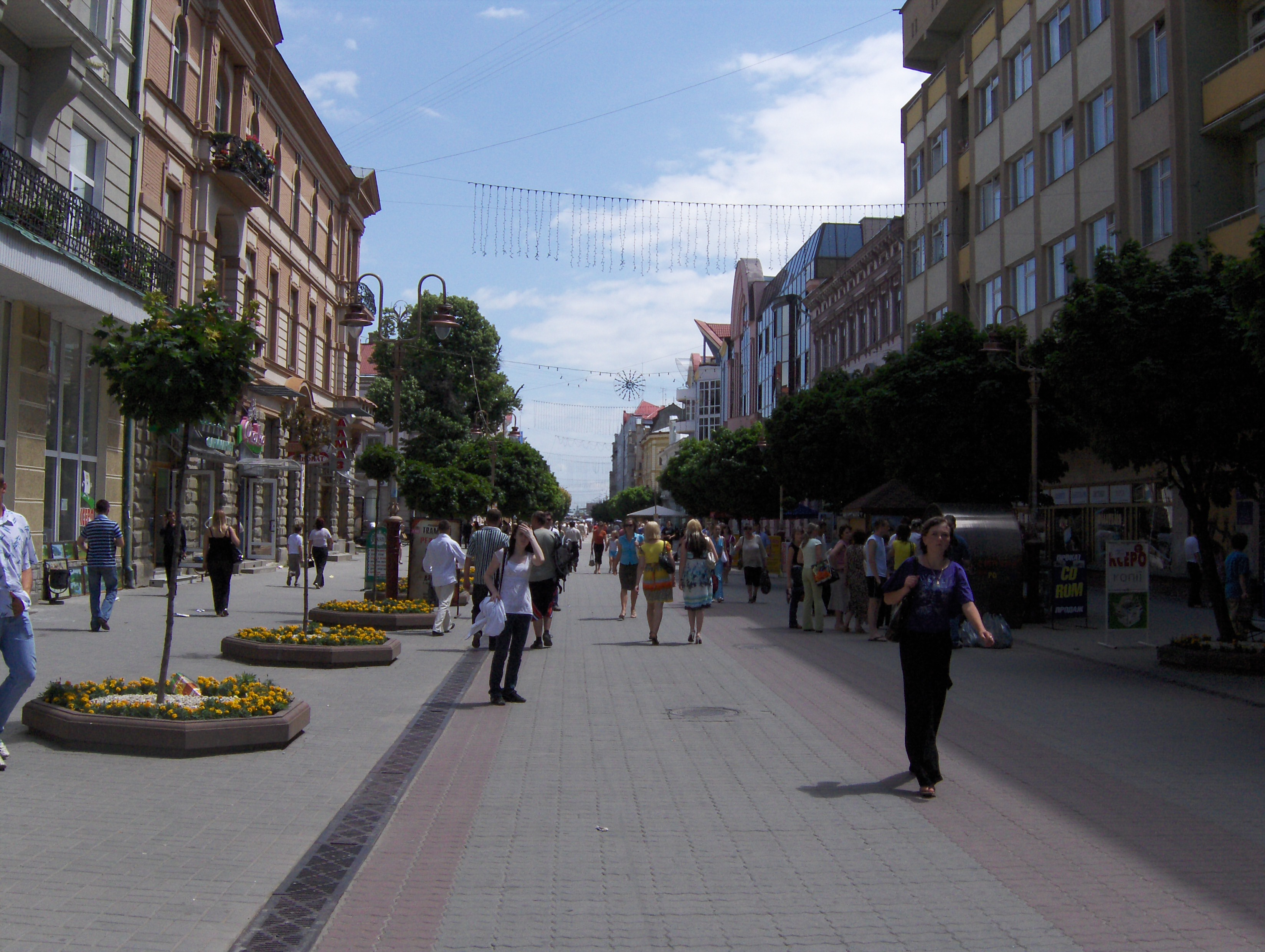
«Стометрівка», 2008
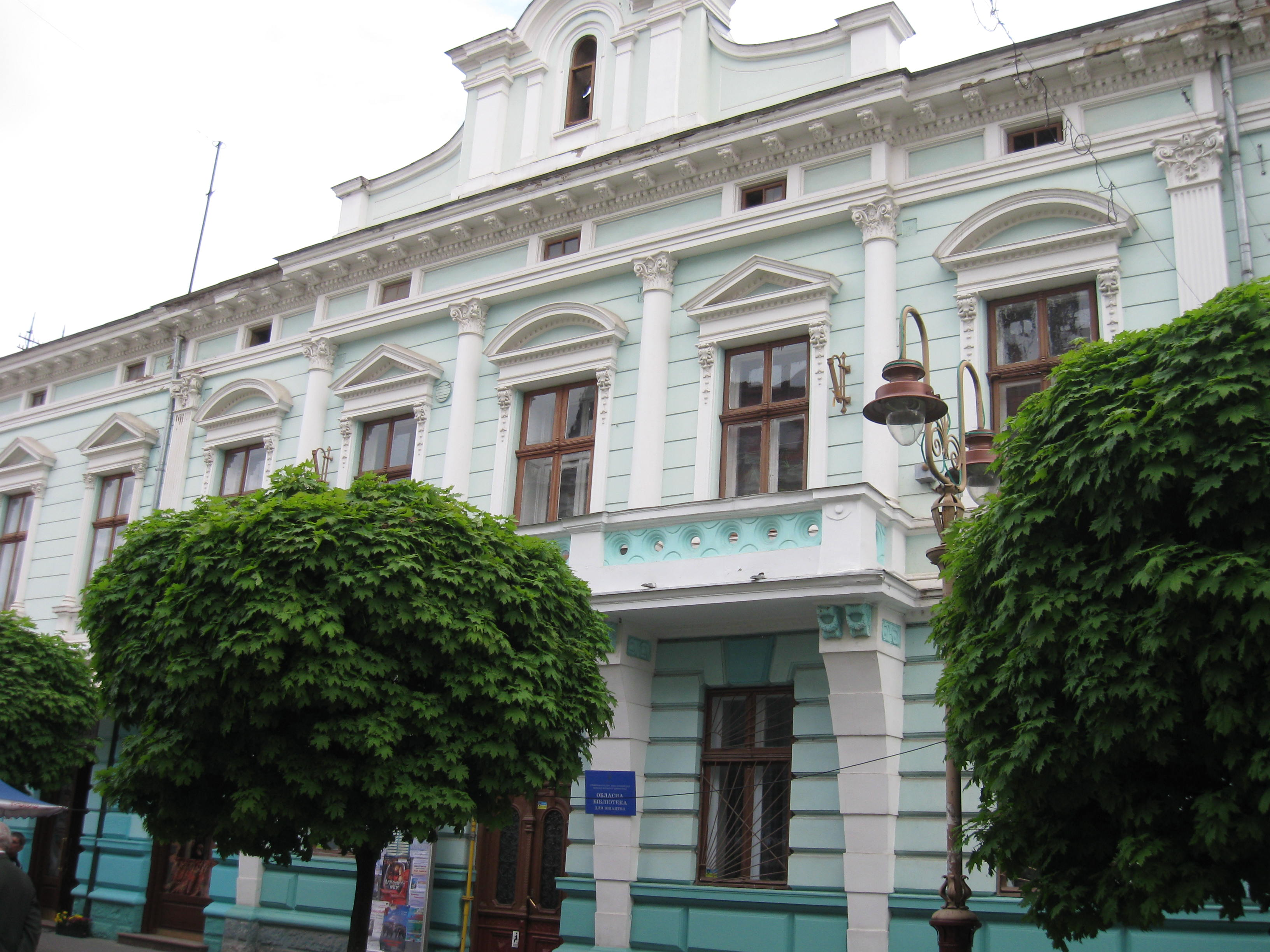
Обласна бібліотека для юнацтва
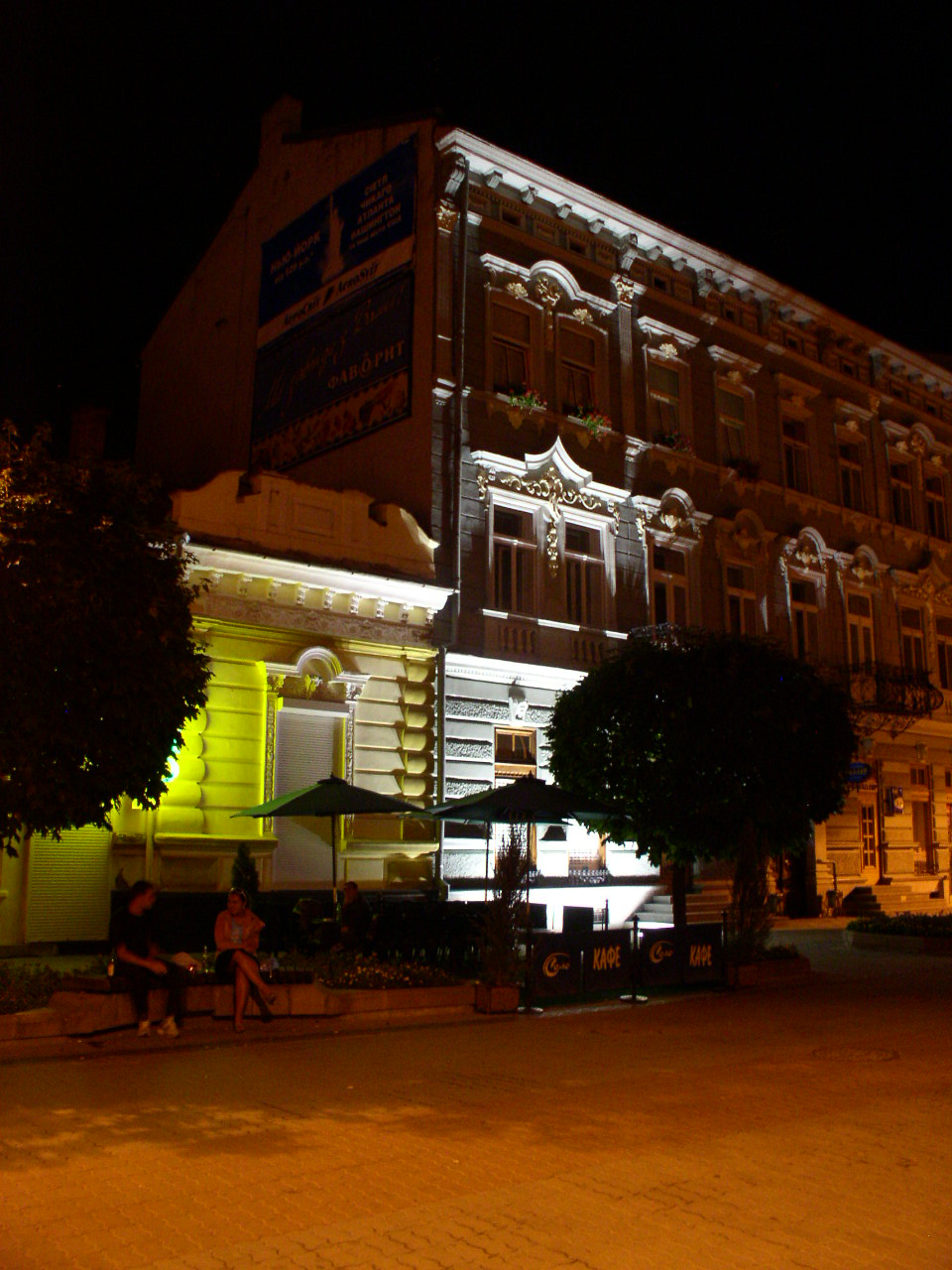
«Стометрівка» ввечері, серпень 2006р.
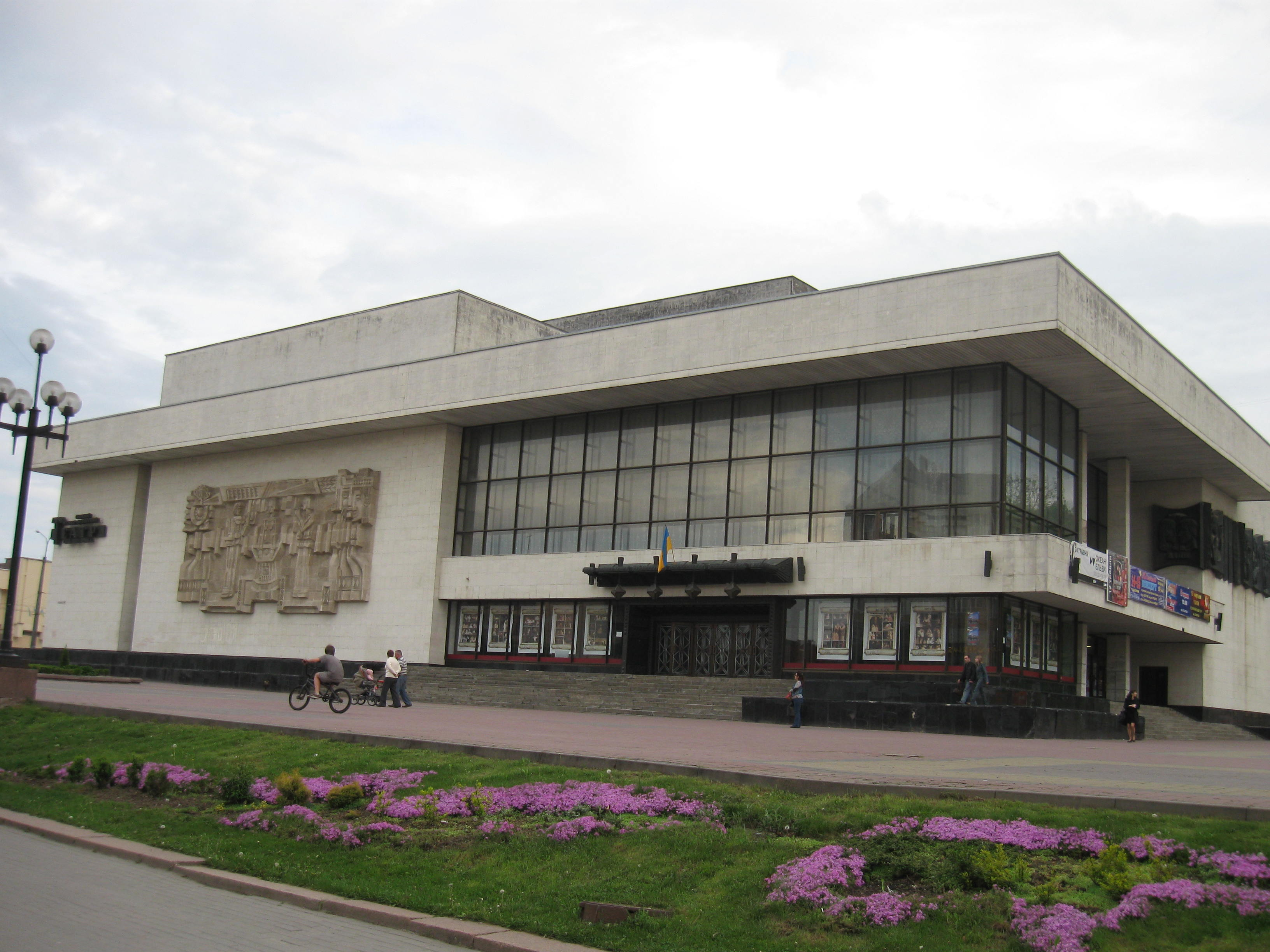
Обласний академічний музично-драматичний театр ім. І. Франка
Пам'ятник художнику Опанасу Заливасі